# Назино
Назѝно (на италиански: Nasino; на лигурски: Naxin, Нажин) е село и община в Северна Италия, провинция Савона, регион Лигурия. Разположено е на 335 m надморска височина. Населението на общината е 216 души (към 2011 г.).